# Léon Tolstoï (1869-1945)
Pour les articles homonymes, voir Léon Tolstoï (homonymie).
Le comte Léon Lvovitch Tolstoï (Iasnaïa Poliana, 20 mai 1869 - Skon, 18 octobre 1945) est un écrivain et artiste russe, fils de Léon et Sophie Tolstoï.

## Biographie

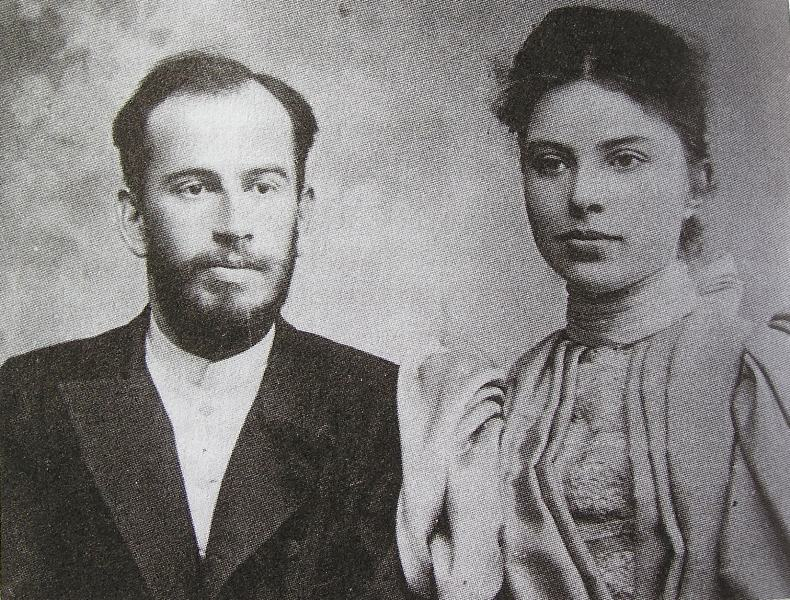
Léon avec son épouse Dora Westerlund. (1896)

Quatrième des treize enfants, son père le qualifiait de « gracieux, intelligent, animé. Tout ce qu'il porte semble taillé sur mesure. Il imite ce que les autres font, très bien, avec des compétences ». 
Fervent tolstoïen dans sa jeunesse, il s'écarte progressivement de cette pensée. Après le lycée, il s'inscrit à la faculté de Médecine de l'Université de Moscou, en dépit de la perplexité de son père. Il expliquera: « je voulais devenir médecin pour faire du bien aux hommes. Tolstoï [père] considérait les médecins comme la caste la plus répugnante de notre société. »
En 1891, et deux ans plus tard, la famille Tolstoï est mobilisée pour venir en aide aux gens de la Russie centrale touchés par la famine. Tout en étant encore étudiant, il veut participer en personne aux efforts de secours dans la province de Samara, mais il tombe malade, une fièvre typhoïde, et doit rester à l'hôpital pendant plus de deux ans. Il souffre d'une névrose accompagné de faiblesse généralisée, qui disparaitra seulement en 1896, lorsque, en Suède, il épouse Dora Westerlund, la fille du médecin qui l'a guéri, et dont il aura dix enfants. Il a attribué au mouvement tolstoïen, la cause de sa maladie.
En 1900, il s'installe à Saint-Pétersbourg, où il écrit des pièces de théâtre, des articles et des œuvres de fiction. Dans son récit le plus célèbre, Le prélude de Chopin (1898), il affirme, dans le chapitre sur la Sonate à Kreutzer, s'opposer à la doctrine de l'absolu, de la chasteté, de l'idéal du mariage précoce, donc s'opposer à son père. Le père décrit le travail du fils comme « stupide et dénué de talent » et après avoir écrit son testament, il cède au domaine public tous les droits d'auteur.

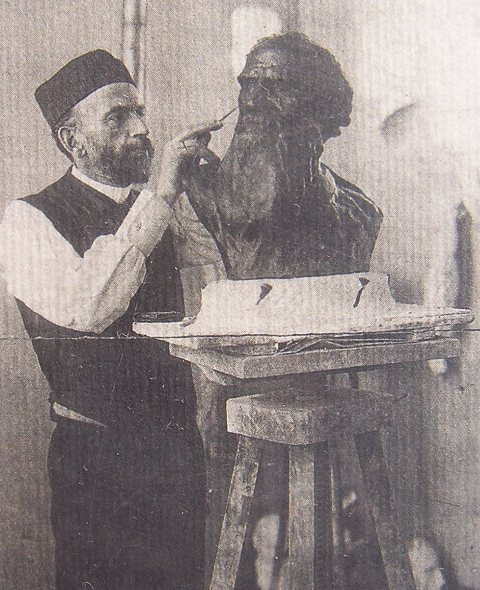
Léon sculpte un buste de son père.

Peu de temps avant la signature du testament, le père avait avec lui dans des discussions animées (le fils était intervenu dans les querelles entre ses parents, assumant la défense de sa mère). En outre, l'écrivain et publiciste qu'était Léon, sculptait, portraitait, et était musicien, composant des mélodies, populaires dans les années à venir, chantées à Iasnaïa Poliana. Il émigra et vécut entre les États-unis, l'Italie, la France et la Suède, où il est mort, à Skon. Il a utilisé le pseudonyme de "lvov". Il a publié deux livres de souvenirs : La vérité sur mon père (écrit en français et publié à Paris en 1923) et Léon Tolstoï, comme on le voit par son fils.